# Abtei Saint-Wandrille

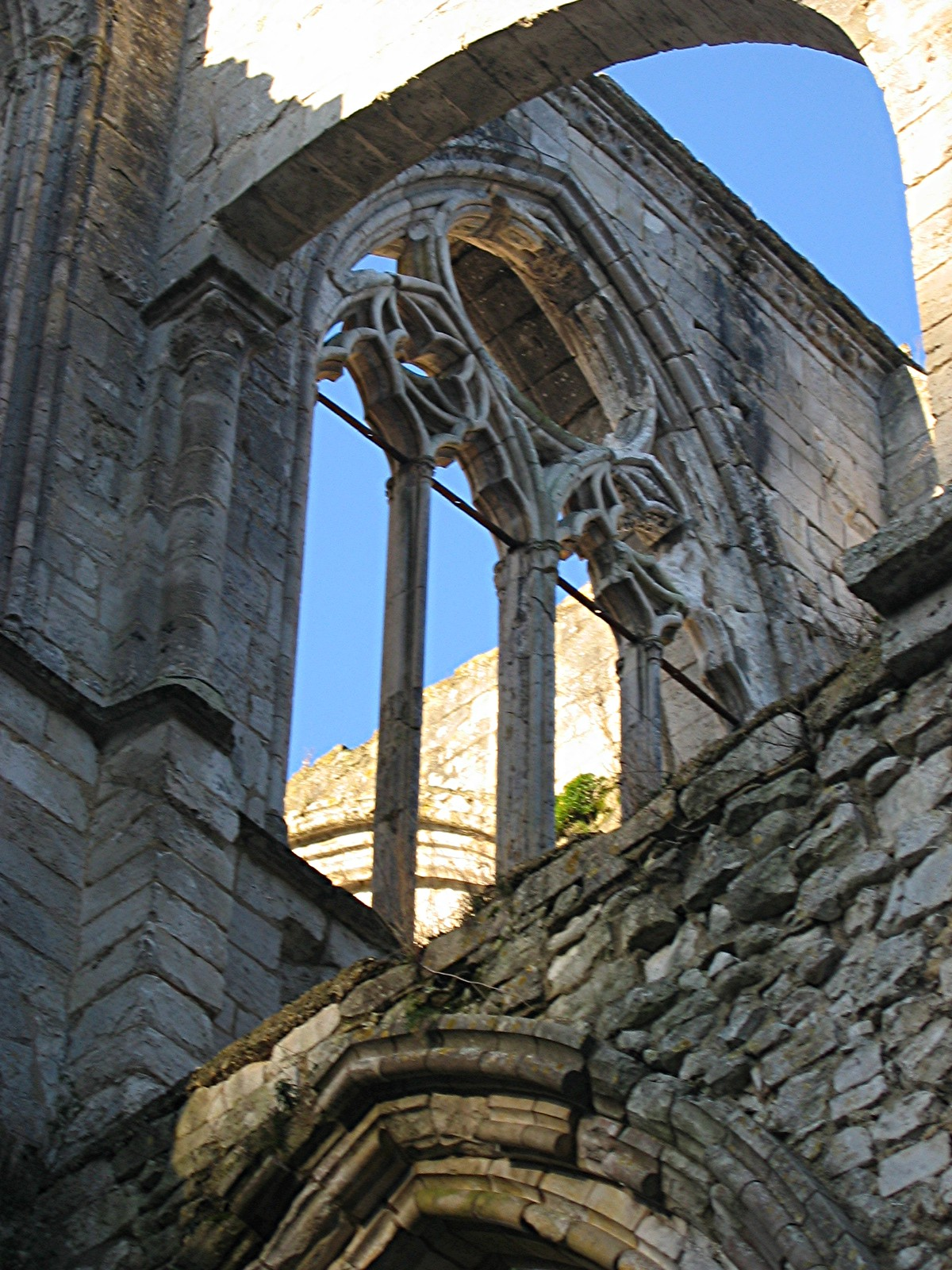
Abtei Saint-Wandrille

Die Abtei Saint-Wandrille, die frühere Abtei Fontenelle, ist eine Benediktiner-Abtei in der Gemeinde Rives-en-Seine im Département Seine-Maritime in der Normandie, die seit dem 7. Jahrhundert besteht und heute noch genutzt wird. Schon seit 1862 steht sie als Monument historique unter Denkmalschutz.

## Geschichte

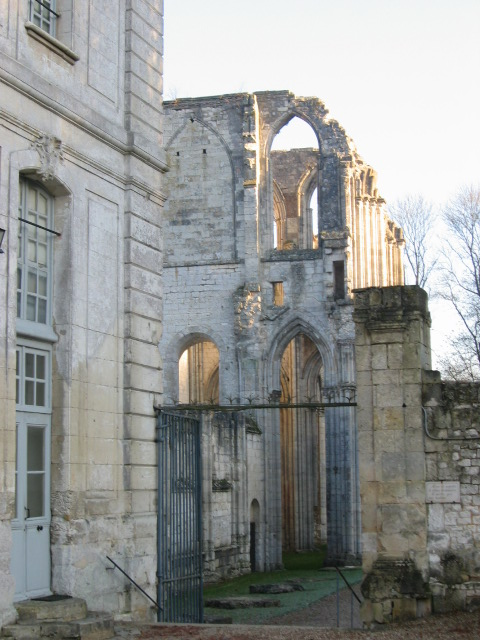
Abtei Saint-Wandrille

Der Mönch Wandregisel, der in der Normandie in der Mission tätig war, gründete 649 die Abtei Fontenelle auf einem Gelände, das ihm der neustrische Hausmeier Erchinoald zur Verfügung gestellt hatte. Nach einer anfänglichen Blütezeit unter den westfränkischen Merowingern verlor die Abtei in der Zeit von Karl Martell (vor allem unter Abt Teutsind) einen großen Teil ihres Besitzes wieder an weltliche Adelige. Vermutlich ab 752 wurde Theuderich (Theoderich), der Sohn des letzten Merowingerkönigs Childerich III., nachdem dieser von Pippin abgesetzt worden war, in die Abtei Saint-Wandrille eingewiesen. Es ist nicht bekannt, wann er starb. 
787 ließen auf Befehl Karls des Großen Landry, der Abt von Jumièges, und Richard, der Graf von Rouen, für die Abtei einen Flügelaltar anfertigen, der heute verschwunden ist. Ebenfalls auf das Jahr 787 datiert eine Erfassung des gesamten Grundbesitzes des Klosters, die auf Befehl Karls des Großen angefertigt wurde. Diese kommt zu dem Ergebnis, dass die Abtei über 4264 Höfe (manses) und 28 Mühlen verfügte sowie über weiteren Grundbesitz, der allerdings durch Misswirtschaft praktisch verloren gegangen war.
Fontenelle war die dritte Abtei in der Provinz Rouen nach St-Ouen und der Abtei Saint-Évroult.
Die um 830 verfassten Gesta sanctorum patrum Fontanellensium (dt.: „Taten der heiligen Äbte von Fontenelle“) gelten als das früheste Zeugnis der klösterlichen Geschichtsschreibung im Mittelalter. Überhaupt entwickelte die Abtei in der ersten Hälfte des 9. Jahrhunderts eine äußerst rege Schreibtätigkeit. So sind hier Heiligenviten über die Äbte Wandregisel, Lantbert und Ansbert sowie über den Eremiten Condedus, Bischof Erembert von Toulouse, Bischof Wulfram von Sens und die Äbtissin Childemarca von Fécamp entstanden.
In einer Urkunde von Karl dem Kahlen vom 21. März 854 werden die Besitzungen der Mönche von Fontenelle aufgelistet: in Le Pecq (Département Yvelines), Chaussy (Département Val-d’Oise), Pierrepont in der Gemeinde Grancourt (Département Somme), Bution (ein nicht lokalisierter Ort, der sich in der Nähe von Arpajon befinden muss) und Marcoussis (Département Essonne). Kurze Zeit später, um 858, wurde die Abtei von den Normannen geplündert und anschließend aufgegeben.
Um 960 ordnete Richard I. von Normandie die Wiederherstellung der Abtei unter Führung von Gérard de Brogne an. Herzog Robert der Prächtige unterzeichnete eine Urkunde, die der Abtei die verlorenen Güter zurückgab, auf deren Basis das Kloster im Mittelalter seinen außergewöhnlichen Reichtum gründete.
Während der Religionskriege wurde die Abtei im Mai 1562 von Protestanten geplündert, in der Französischen Revolution (1789–1799) wurde sie aufgelöst und verkauft.
1895 wurde Saint-Wandrille durch den Solesmenser Benediktinermönch Joseph Pothier wiedereröffnet und zuerst als Filialkloster der Abtei Saint-Martin de Ligugé geführt, dann 1898 zur selbständigen Benediktiner-Abtei erhoben und Pothier zum ersten Abt der Abtei geweiht. Einige Jahre war es auch an den Schriftsteller Maurice Maeterlinck vermietet.

## Architektur
Von der aus dem 13. Jahrhundert stammenden Abteikirche mit Stilelementen der Normandie und der Île-de-France sind nur noch Ruinen vorhanden. Eine neue Abteikirche wurde von den neu eingezogenen Mönchen mit Material, das von einem abgerissenen Herrensitz aus dem Département Eure und aus der Entstehungszeit der vorigen Kirche stammt, selbst gebaut. Der Kreuzgang des Klosters mit der Statue Notre-Dame de Fontenelle stammt aus dem 14. Jahrhundert, die Chapelle de Saint-Saturnin vermutlich aus dem 10. oder 11. Jahrhundert.
Die Reliquien des heiliggesprochenen Wandrille, die tausend Jahre lang in Belgien aufbewahrt wurden, wurden nach der Wiederinbetriebnahme an das Kloster zurückgegeben.

## Äbte

### Fontenelle
- 649–668 Wandrille
- 668–678 Lantbert († 695), auch Erzbischof von Lyon
- 678–690 Ansbert, auch Erzbischof von Rouen
- 694–701 Hildebert I.
- 701–710 Bainus, vormals Bischof von Thérouanne 667–701
- 710–724 Benignus
- 725–730 Hugo von Champagne, auch Bischof von Paris, Rouen und Bayeux um 720–730, Abt von Jumièges
- 732–735 Lando
- 735–741 Teutsind, Abt von Saint-Martin de Tours
- 742–744 Wido, Laienabt, hingerichtet, auch Laienabt der Abtei Saint-Vaast (siehe Widonen)
- 744–747 Rainfroy
- 747–748 Wandon
- 748–753 Bienheureux Austrulf
- 754–787 Witlaïc

### Saint-Wandrille

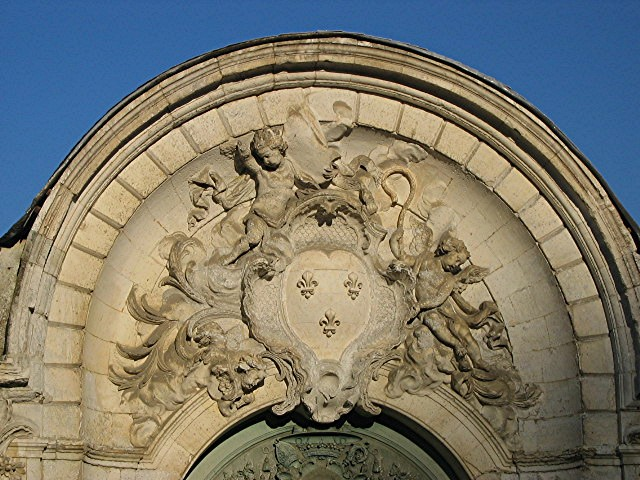
Portal der Abtei Saint-Wandrille

- 789–807 Heiliger Gervold, zuvor Bischof von Evreux
- 806–817 Trasaire
- 817–818 Hildebert II.
- 817–823 Einhard
- 823–833 Ansegis
- 833–834 Joseph I.
- 834–841 Fulko
- 841–850 Hérimbert
- 850–867 Ludwig, Enkel Karls des Großen (Rorgoniden)
- 886–892 Ebles
- 950–960 Womar
- 960–966 Meinhard I., der Saint-Wandrille für Mont-Saint-Michel aufgibt
- um 9800 Enjoubert († 993)
- 1008–1031 Gerhard I.
- 1029–1048 Gradulphe
- 1048–1063 Robert I.
- 1063–1089 Heiliger Gerbert
- 1089–1091 Lanfranc
- 1091–1125 Gerhard II.
- 1125–1137 Alain
- 1137–1150 Walter I.
- 1150–1165 Roger
- 1165–1178 Anfroy
- 1178–1187 Walter II.
- 1187–1193 Geoffroy I.
- 1193–1194 Robert II.
- 1194–1207 Reginald
- 1207–1219 Robert III. de Montivilliers
- 1219–1235 Guillaume I. de Bray
- 1235–1244 Robert IV. d’Hautonne
- 1244–1255 Pierre I. Mauviel
- 1255–1288 Geoffroy II. de Noytot
- 1288–1304 Guillaume II. de Norville
- 1304–1342 Guillaume III. Le Douillé
- 1342–1344 Jean I. de Saint-Léger
- 1344–1345 Richard de Chantemerle
- 1345–1362 Robert V. Balbet
- 1362–1367 Geoffroy III. Savary
- 1367–1389 Geoffroy IV. de Hotot
- 1389–1412 Jean II. de Rochois
- 1412–1418 Jean III. de Bouquetot
- 1419–1430 Guillaume IV. Ferrechat
- 1431–1444 Jean IV. de Bourbon
- 1444–1483 Jean de Brametot
- 1483–1500 André d’Espinay (Kommendatarabt, auch Erzbischof von Bordeaux)
- 000000000 Jean VI. Mallet
- 1502–1504 Philippe de Clèves (Kommendatarabt)
- 1504–1523 Jacques Hommet
- 1523–1546 Claude de Poitiers (Kommendatarabt)
- 1546–1565 Michel Bayard
- 1565–1567 Gilles Duret
- 1567–1569 Pierre II. Gourreau
- 1569–1578 Kardinal Charles I. de Bourbon
- 1578–1585 Gilles de Vaugirault
- 1585–1616 Nicolas de Neufville
- 1616–1622 Camille de Neufville de Villeroy
- 1622–1690 Ferdinand de Neufville
- 1690–1754 Balthazar-Henri de Fourcy
- 1755–1757 Kardinal Frédéric-Jérôme de la Rochefoucauld de Roye
- 1757–1785 Louis Sextius Jarente de La Bruyère
- 1785–1790 Kardinal Étienne Charles de Loménie de Brienne
- 1895–1898 Joseph Bourigaud, Apostolischer Administrator, auch Abt von Ligugé
- 1898–1923 Joseph Pothier OSB, erster regulärer Abt von Saint-Wandrille seit Jacques Hommet im 16. Jahrhundert, erster Abt seit der Aufhebung des Klosters durch die Revolution, 1885 Prior von Saint-Wandrille
- 1923–1941 Jean-Louis Pierdait OSB, Prior in Silos, Koadjutor in Saint Wandrille
- 1943–1962 Gabriel Gonthard OSB
- 1962–1969 Ignace Dalle OSB
- 1969–1996 Antoine Levasseur OSB
- 1996–2009 Pierre Massein OSB
- 2009–0000 Jean-Charles Nault OSB